# ヘスス・バルガス
ヘスス・アルマンド・バルガス・ロハス（Jesús Armando Vargas Rojas , 1999年8月26日 - ）は、ベネズエラ・メリダ州メリダ出身のプロサッカー選手。メキシコ・リーガ・デ・エクスパンシオンMXのカンクンFCに所属している。ポジションはFW。

## 来歴
2016年7月31日の国内リーグのデポルティーボ・アンソアテギ戦でプロデビュー。2017年シーズンは31試合5得点を記録。2018年シーズンも22試合に出場した。
2019年1月25日、スーペルリーガ・アルヘンティーナのクラブ・デ・ヒムナシア・イ・エスグリマ・ラ・プラタに、1年半のローン移籍で加入した。

## 代表経歴
2019年にチリで開催された南米ユース選手権に、U-20のベネズエラ代表として出場。グループリーグAのチリ戦とボリビア戦でゴールを決めた。